# أورنس بن متعب الهذال
أورنس بن متعب بن محروت بن فهد بن عبد المحسن البيك بن الحميدي بن عبد الله بن هذال هو نائب برلماني عراقي، وأحد أنجال شيخ مشائخ قبيلة عنزة الراحل متعب بن محروت الهذال وجده الشيخ محروت بن فهد الهذال.
عُيّن في لجنة شؤون الأعضاء والتطوير البرلماني في مجلس النواب العراقي عن القائمة العراقية، حتى مقتله بتاريخ 30 كانون الثاني عام 2015، له رسالة ماجستير من جامعة بغداد، عنوانها (أثر التطور الإلكتروني في الأعمال القانونية).

## مقتله
قُتل إثر تفجير في مضيف الهذال في قرية الهَبّارية بناحية النخيب في محافظة الأنبار بالعراق. وقد اغتاله انتحاري كان يقود صهريجاً مفخخاً، استطاع اقتحام المنزل، وقد أسفر ذلك العمل الانتحاري عن مقتل الانتحاري والشيخ أورنس وإصابة خمسة من أقاربه، من الذين كانوا في المنزل وقتها، وقد كان يعرف عنه مدى كرهه وعداءه للجماعات المتطرفة، الأمر الذي جعلت من جماعة داعش هي أولى من يشار إليها بالاتهام في تلك القضية.
قال سليم الجبوري رئيس مجلس النواب حينئذٍ «إن يدّ الشرّ طالت رمزا من رموز العراق الذي عرف ببذله وعطائه ومواقفه الوطنية سواء خلال أدائه لمهامه في مجلس النواب أو من خلال دوره العشائري المتميز في محافظة الأنبار، هذا الاعتداء يأتي ضمن إطار أجندات خبيثة لم تعد أهدافها خافية على أحد..أن تلك الأهداف ستفشل أمام صمود الأنباريين وتضحياتهم».
وله تمثال عند مدخل ناحية النخيب.